# 大颖草
大颖草（学名：Roegneria grandiglumis）为禾本科鹅观草属下的一个种。

## 扩展阅读
- 維基物種上的相關：大颖草